# Folklore (альбом Тейлор Свіфт)
Folklore (укр. Фольклор) — восьмий студійний альбом американської співачки Тейлор Свіфт. Це був альбом створений в умовах самоізоляції під час пандемії COVID-19. Платівка отримала визнання від критиків, мала комерційний успіх та принесла Свіфт перемогу в номінації «Альбом року» на «Ґреммі».

## Визнання та рецензії
Folklore отримав нагороду як найкращий альбом року на «Ґреммі». Під час свого виходу він отримав в більшості захоплені відгуки від критиків. Лора Снейпс з The Guardian в рецензії на платівку написала, що Свіфт «більше поза конкуренцією», залишившись під враженням від написання пісень Свіфт. Нейл МакКормік з британського видання Telegraph описав альбом, як «вишуканий та чуйний тріумф під час карантину».   

## Список пісень
| Folklore — Стандартне видання | Folklore — Стандартне видання     | Folklore — Стандартне видання | Folklore — Стандартне видання | Folklore — Стандартне видання |
| #                             | Назва                             | Автор                         | Продюсер(и)                   | Тривалість                    |
| ----------------------------- | --------------------------------- | ----------------------------- | ----------------------------- | ----------------------------- |
| 1.                            | «The 1»                           | Свіфт Десснер                 | Десснер                       | 3:30                          |
| 2.                            | «Cardigan»                        | Свіфт Десснер                 | Десснер                       | 3:59                          |
| 3.                            | «The Last Great American Dynasty» | Свіфт Десснер                 | Десснер                       | 3:51                          |
| 4.                            | «Exile» (із Bon Iver)             | Свіфт Алвін Вернон            | Десснер Алвін                 | 4:45                          |
| 5.                            | «My Tears Ricochet»               | Свіфт                         | Свіфт Антонофф Алвін          | 4:15                          |
| 6.                            | «Mirrorball»                      | Свіфт Антонофф                | Свіфт Антонофф                | 3:29                          |
| 7.                            | «Seven»                           | Свіфт Десснер                 | Десснер                       | 3:28                          |
| 8.                            | «August»                          | Свіфт Антонофф                | Свіфт Антонофф Алвін          | 4:21                          |
| 9.                            | «This Is Me Trying»               | Свіфт Антонофф                | Свіфт Антонофф Алвін          | 3:15                          |
| 10.                           | «Illicit Affairs»                 | Свіфт Антонофф                | Свіфт Антонофф Алвін          | 3:10                          |
| 11.                           | «Invisible String»                | Свіфт Десснер                 | Десснер                       | 4:12                          |
| 12.                           | «Mad Woman»                       | Свіфт Десснер                 | Десснер                       | 3:57                          |
| 13.                           | «Epiphany»                        | Свіфт Десснер                 | Десснер                       | 4:49                          |
| 14.                           | «Betty»                           | Свіфт Алвін                   | Свіфт Десснер Антонофф Алвін  | 4:54                          |
| 15.                           | «Peace»                           | Свіфт Десснер                 | Десснер                       | 3:54                          |
| 16.                           | «Hoax»                            | Свіфт Десснер                 | Десснер                       | 3:40                          |
| 63:29                         |                                   |                               |                               |                               |

## Чарти
Тижневі чарти
| Чарт (2020)                                                | Позиція |
| ---------------------------------------------------------- | ------- |
| Аргентина (CAPIF)                                          | 1       |
| Австралія (ARIA)                                           | 1       |
| Австрія (Ö3 Austria Top 40)                                | 2       |
| Бельгія (Фландрія) (Ultratop)                              | 1       |
| Бельгія (Валлонія) (Ultratop)                              | 3       |
| Канада (Canadian Albums Chart) (Billboard)                 | 1       |
| Хорватія (HDU)                                             | 2       |
| Чехія (IFPI Чехія)                                         | 1       |
| Данія (Hitlisten)                                          | 1       |
| Нідерланди (MegaCharts)                                    | 2       |
| Естонія (Eesti Ekspress)                                   | 1       |
| Фінляндія (Suomen virallinen lista)                        | 4       |
| Франція (SNEP)                                             | 12      |
| Німеччина (GfK Entertainment Charts)                       | 5       |
| Греція (IFPI Greece)                                       | 1       |
| Угорщина (Mahasz)                                          | 7       |
| Ісландія (Tónlist)                                         | 8       |
| Ірландія (IRMA)                                            | 1       |
| Італія (FIMI)                                              | 8       |
| Японія Hot Albums (Billboard Japan)                        | 8       |
| Японія (Oricon Albums Chart) (Oricon)                      | 10      |
| Литва (AGATA)                                              | 2       |
| Нова Зеландія (RMNZ)                                       | 1       |
| Норвегія (VG-lista)                                        | 1       |
| Польща (ZPAV)                                              | 8       |
| Португалія (AFP)                                           | 2       |
| Шотландія (Official Charts Company)                        | 2       |
| Словаччина (ČNS IFPI)                                      | 4       |
| Південна Корея (Gaon Album Chart) (Gaon)                   | 27      |
| Іспанія (PROMUSICAE)                                       | 2       |
| Швеція (Sverigetopplistan)                                 | 3       |
| Швейцарія (Schweizer Hitparade)                            | 1       |
| Швейцарія (Romandie)                                       | 1       |
| Велика Британія (Official Charts Company)                  | 1       |
| Велика Британія Americana Albums (Official Charts Company) | 1       |
| Уругвай (CUD)                                              | 1       |
| США (Billboard 200)                                        | 1       |
| США Top Alternative Albums (Billboard)                     | 1       |

## Сертифікація та продажі
| Країна                 | Сертифікація (таблиця продажів та сертифікатів) | Продажі    |
| ---------------------- | ----------------------------------------------- | ---------- |
| Австралія (ARIA)       | Платина                                         | +70,000    |
| Канада (CRIA)          | --                                              | +175,000   |
| Данія (IFPI Danmark)   | Платина                                         | +20,000    |
| Нова Зеландія (RMNZ)   | Платина                                         | +15,000    |
| Норвегія (IFPI Norway) | Платина                                         | +20,000    |
| Британія (BPI)         | Золото                                          | +100,000   |
| США (RIAA)             | Платина                                         | +1,580,000 |